# Edward Burlingame Hill
Edward Burlingame Hill   (Cambridge, 9 de setembre de 1872 - Nou Hampshire, 9 de juliol de 1960) va ser un compositor nord-americà.

## Biografia
Edward Burlingame Hill era fill del químic de la Universitat Harvard, Henry Barker Hill. Va estudiar a la Universitat Harvard fins al 1894 i aleshores va ser estudiant a Boston de John Knowles Paine, Frederick Field Bullard, Margaret Ruthven Lang i George Elbridge Whiting, a París de Charles-Marie Widor i finalment de nou a Boston de George Whitefield Chadwick. Des de 1908 va ensenyar a la Universitat Harvard, a partir de 1928 com a professor. Entre els seus alumnes hi havia, entre d'altres: Leonard Bernstein, Elliott Carter i Virgil Thomson. El 1916 va ser elegit membre de l'Acadèmia Americana de les Arts i les Lletres i el 1929 a l'Acadèmia Americana de les Arts i les Ciències.
Hill va compondre, entre altres coses, quatre simfonies, quatre poemes simfònics, dues pantomimes orquestrals, dues suites orquestrals, dos concerts per a piano, un concert per a violí, un concert per a cor anglais, obres de música de cambra, estudis de jazz per a dos pianos, una oda coral i una cantata. Estilísticament, va fusionar elements de l'impressionisme, el jazz i el neoclassicisme.